# Kupiškis
Kupiškis is een plaats in het Litouwse district Panevėžys. Het is de hoofdplaats van de gelijknamige gemeente en telde op 1 januari 2016 6.575 inwoners.
De oudste schriftelijke vermelding van Kupiškis stamt uit het jaar 1529. In 1791 kreeg Kupiškis stadsrechten.

## partnersteden
- Kežmarok (Slowakije)
- Lantsjchoeti (Georgië)
- Balvu, Letland
- Jēkabpils, Letland
- Manevychi, Oekraïne
- Pastavy, Belarus
- Rēzekne, Letland
- Sztum, Polen
- Zgierz, Polen